# Rivignano Teor
Rivignano Teor este o comună din provincia Udine, regiunea Friuli-Veneția Giulia, Italia, cu o populație de 6.363 de locuitori și o suprafață de 47,43 km².

## Demografie
Rivignano Teor - evoluția demografică

|  | Graficele sunt indisponibile din cauza unor probleme tehnice. Mai multe informații se găsesc la Phabricator și la wiki-ul MediaWiki. |

Date: Recensăminte sau birourile de statistică - grafică realizată de Wikipedia